# Les Abysses
Les Abysses är en fransk film från 1963, tregisserad av Nikos Papatakis. Den debuterade på filmfestivalen i Cannes 1963. Berättelsen är inspirerad av Systrarna Papin.

## Handling
Michèle och Marie-Louise (spelade av systrarna Francine och Colette Bergé) är ensamma på arbetsgivarens lantställe. De har inte fått lön på tre år, men deras arbetsgivare har lovat att ge dem hönshuset vid deras egendom; men, familjen försöker i stället sälja huset, och flickorna förblir tomhänta. Michèle och Marie-Louise beslutar sig för att låta huset falla i ruiner. Plötsligt återvänder familjen Lapeyres, tidigare än förväntat. Flickorna revolterar, motsätter sig familjen Lapeyres och ger sig på dem, framför allt familjens vuxna dotter Elisabeth, som visar sig ha lesbisk dragning till Marie-Louise, fastän hon är gift. Hennes make Philippe anländer med husets köpare; Michèle och Marie-Louise skräms till underkastelse och serverar kaffe då avtalet skrivs på. Då detta är gjort får de utbrott igen, och låser först in sig själva i köket och anfaller Elisabeth och Mme Lapeyre och mördar dem med kökskniv och strykjärn. Filmen slutar med en bildtext, med referenser till systrarna Papin.

## Rollista
- Francine Bergé som Michèle
- Colette Bergé som Marie-Louise
- Pascale de Boysson som Elisabeth Lapeyre
- Colette Régis som Mme. Lapeyre
- Paul Bonifas som Mons. Lapeyre
- Jean-Louis Le Goff som Philippe
- Lise Daubigny som köpare
- Robert Benoît som köpare
- Marcel Roche som köpare

### Fotnoter
1. ↑  ”Festival de Cannes: Les Abysses”. festival-cannes.com. http://www.festival-cannes.com/en/archives/ficheFilm/id/3110/year/1963.html. Läst 25 februari 2009.